# Larry Jeffrey
Pour les articles homonymes, voir Jeffrey.
Larry Jeffrey (né le 12 octobre 1940 à Goderich en Ontario au Canada et mort le 18 juillet 2022) est un joueur professionnel canadien de hockey sur glace qui évoluait au poste d'ailier gauche.

## Carrière
Il commence sa carrière en 1958-1959 chez les Tiger Cubs de Hamilton de l'Association de hockey de l'Ontario, aujourd'hui Ligue de hockey de l'Ontario avant de faire ses débuts dans la Ligue nationale de hockey en 1961-1962 avec les Red Wings de Détroit. La même année, il joue également pour une franchise de la Western Hockey League : les Flyers d'Edmonton. En 1965-1966, il rejoint les Maple Leafs de Toronto et leur franchise associée des Americans de Rochester de la Ligue américaine de hockey.
En 1967, lors de l'expansion de la LNH, les Penguins de Pittsburgh le choisissent comme cinquième choix mais il rejoint finalement les Rangers de New York le 6 juin en échange de Paul Andrea, Dunc McCallum et George Konik.
Il met fin à sa carrière après la saison 1968-1969.

## Statistiques
| Saison     | Équipe                 | Ligue      |     | Saison régulière | Saison régulière | Saison régulière | Saison régulière | Saison régulière |   | Séries éliminatoires | Séries éliminatoires | Séries éliminatoires | Séries éliminatoires | Séries éliminatoires |
| Saison     | Équipe                 | Ligue      | PJ  | B                | A                | Pts              | Pun              | PJ               | B | A                    | Pts                  | Pun                  |                      |                      |
| 1958-1959  | Tiger Cubs de Hamilton | AHO        | 54  | 21               | 20               | 41               | 0                |                  |   |                      |                      |                      |                      |                      |
| 1959-1960  | Tiger Cubs de Hamilton | AHO        | 46  | 14               | 24               | 38               | 0                |                  |   |                      |                      |                      |                      |                      |
| 1959-1960  | Bears de Hershey       | LAH        | 5   | 0                | 3                | 3                | 2                |                  |   |                      |                      |                      |                      |                      |
| 1960-1961  | Red Wings de Hamilton  | AHO        | 48  | 28               | 32               | 60               | 0                |                  |   |                      |                      |                      |                      |                      |
| 1961-1962  | Flyers d'Edmonton      | WHL        | 48  | 20               | 22               | 42               | 80               |                  |   |                      |                      |                      |                      |                      |
| 1961-1962  | Red Wings de Détroit   | LNH        | 18  | 5                | 3                | 8                | 20               |                  |   |                      |                      |                      |                      |                      |
| 1962-1963  | Hornets de Pittsburgh  | LAH        | 21  | 14               | 7                | 21               | 12               |                  |   |                      |                      |                      |                      |                      |
| 1962-1963  | Red Wings de Détroit   | LNH        | 53  | 5                | 11               | 16               | 62               | 9                | 3 | 3                    | 6                    | 8                    |                      |                      |
| 1963-1964  | Red Wings de Détroit   | LNH        | 58  | 10               | 18               | 28               | 87               | 14               | 1 | 6                    | 7                    | 28                   |                      |                      |
| 1964-1965  | Red Wings de Détroit   | LNH        | 41  | 4                | 2                | 6                | 48               | 2                | 0 | 0                    | 0                    | 0                    |                      |                      |
| 1965-1966  | Americans de Rochester | LAH        | 51  | 10               | 20               | 30               | 36               | 12               | 6 | 5                    | 11                   | 4                    |                      |                      |
| 1965-1966  | Maple Leafs de Toronto | LNH        | 20  | 1                | 1                | 2                | 22               |                  |   |                      |                      |                      |                      |                      |
| 1966-1967  | Maple Leafs de Toronto | LNH        | 56  | 11               | 17               | 28               | 27               | 6                | 0 | 1                    | 1                    | 4                    |                      |                      |
| 1967-1968  | Rangers de New York    | LNH        | 47  | 2                | 4                | 6                | 15               | 3                | 0 | 0                    | 0                    | 0                    |                      |                      |
| 1968-1969  | Rangers de New York    | LNH        | 75  | 1                | 6                | 7                | 12               | 4                | 0 | 0                    | 0                    | 2                    |                      |                      |
| Totaux LNH | Totaux LNH             | Totaux LNH | 368 | 39               | 62               | 101              | 293              | 38               | 4 | 10                   | 14                   | 42                   |                      |                      |